# Hölövmätare
Hölövmätare (Idaea inquinata) är en fjärilsart som beskrevs av Giovanni Antonio Scopoli 1763. Hölövmätare ingår i släktet Idaea och familjen mätare, Geometridae. Hölövmätare är ingen svensk art men har påträffats en gång i ett herbarium i Lund 1935.  Den anses då införd i landet med till herbariet insamlade växter. En underart finns listad i Catalogue of Life, Idaea inquinata adherbariata Staudinger, 1898.